# Reforma Protestante
Reforma Protestante, Reforma Europeia ou simplesmente Reforma, foi um movimento relevante dentro do cristianismo ocidental na Europa do século XVI que representou um desafio religioso e político para a Igreja Católica e em particular para a autoridade papal, decorrente do que eram percebidos como erros, abusos e discrepâncias cometidos pelo clero. A Reforma foi o início do protestantismo, além de ser considerada um dos eventos históricos que marcam o fim da Idade Média e o início do período moderno na Europa.
Houve movimentos de reforma anteriores a Martinho Lutero. Embora a Reforma seja geralmente considerada como tendo começado com a publicação das Noventa e cinco teses de Martinho Lutero em 1517, ele não foi excomungado até janeiro de 1521 pelo Papa Leão X. O Édito de Worms de maio de 1521 condenou Lutero e proibiu oficialmente os cidadãos do Sacro Império Romano de defender ou propagar suas ideias.
A disseminação da prensa móvel de Gutenberg forneceu os meios para a rápida propagação de materiais religiosos no vernáculo. Lutero sobreviveu após ser declarado fora da lei devido à proteção de Frederico, o Sábio. O movimento inicial na Alemanha se diversificou e surgiram outros reformadores como Huldrych Zwingli e João Calvino.
Os principais eventos do período incluem: a Dieta de Worms (1521), a formação do luterano Ducado da Prússia (1525), a Reforma Inglesa (1529 em diante), o Concílio de Trento (1545-63), a Paz de Augsburgo (1555), a excomunhão de Elizabeth I (1570), o Edito de Nantes (1598) e a Paz de Westfália (1648). A Contrarreforma, também chamada de Reforma Católica ou Reavivamento Católico, foi o período de reformas católicas iniciadas em resposta à Reforma Protestante. O período histórico que representa o fim da era da Reforma ainda é contestado entre os estudiosos.

## História
A época do Renascimento, pelo menos após a morte de Paulo II em 1471, constitui um dos períodos mais sombrios para os líderes da hierarquia da Igreja Católica: o esplendor cultural e civil contrastava com a falta de um espírito religioso autêntico. Se por um lado a Igreja acolheu o desenvolvimento cultural e artístico da época, por outro houve aspectos negativos. A cúria romana vivia um luxo suntuoso; cada cardeal tinha a sua própria corte, com palácios e vilas dentro e fora das muralhas da cidade . O novo padrão de vida exigia despesas substanciais, que eram pagas por meios legais e ilícitos. Mesmo o papado estava longe de ser estranho a este clima, tanto que muitos dos pontífices renascentistas estavam interessados em enriquecer a si próprios e às suas famílias através do nepotismo generalizado , envolvendo-se também mais em intrigas políticas e assuntos terrenos do que em cuidar dos aspectos pastorais do seu ofício.
O hábito do alto clero de acumular benefícios eclesiásticos (com os rendimentos a eles ligados) era uma prática comum, enquanto o baixo clero, muitas vezes pouco instruído e sem qualquer preparação específica, contribuía para tornar a religião um conjunto de práticas mais próximas da superstição do que da fé. A Igreja revelou-se assim incapaz de responder adequadamente às ansiedades dos fiéis que, desde a época da Peste Negra do século XIV, viviam constantemente no medo da condenação eterna. Tais medos estiveram na origem de práticas religiosas que muitas vezes beiravam a superstição e a magia; a afirmação do culto mariano, dos santos, das relíquias, a prática frequente de peregrinações, a realização de procissões e, ainda, os primeiros episódios de caça às bruxas, testemunham bem a confusão do povo cristão europeu. O medo do inferno foi mitigado pelo recurso cada vez mais popular à prática de indulgências, ou pela concessão pela Igreja da remissão da pena devida pelos pecados. Esta prática, no entanto, adquiriu ao longo do tempo conotações degeneradas, muito distantes da ideia original de arrependimento sincero, chegando ao ponto de serem vendidas por uma contrapartida monetária, uma “tributação” da religião.. A dessacralização dos aspectos religiosos, devido a tal confusão entre o espiritual e o material, foi agravada pela obscuridade dos textos sagrados para a maioria dos fiéis; o acesso à Bíblia, proclamada exclusivamente durante as missas e em latim para uma população predominantemente analfabeta, exigia a mediação de um clero que por sua vez era muitas vezes ignorante, esvaziando-lhe o sentido e a espiritualidade.
Já no século XIII, começou a surgir entre os fiéis a consciência da necessidade urgente de uma reforma que levasse a Igreja de volta a uma dimensão mais espiritual do que terrena. A partir do século seguinte, até alguns membros dos dirigentes eclesiásticos compreenderam tal necessidade e esta emergiu claramente nos concílios de Constança e Basileia. Contudo, estas tentativas de renovação nunca conseguiram ser suficientemente incisivas, permanecendo relegadas a contextos marginais, com pouco seguimento ou teologicamente fracos. Uma acção reformista concreta foi empreendida pelo Papa Pio II em meados do século XV, mas não encontrou continuidade entre os seus sucessores. Foi, portanto, apenas no início do século XVI que estas correntes reformadoras conseguiram materializar-se numa acção que mudou radicalmente o cristianismo ocidental, quebrando a unidade que o caracterizava desde o início. O historiador Lucien Febvre observou que «no século XVI havia um desejo generalizado de uma nova religiosidade, longe da superstição do povo e da aridez dos médicos escolásticos, purificada de toda hipocrisia, ansiosa por uma certeza que garantiria uma autêntica paz interna”..

### Antecedentes
John Wycliffe questionou o status privilegiado do clero católico que havia reforçado seu poderoso papel na Inglaterra e o luxo e pompa das paróquias locais e suas cerimônias. Ele foi, portanto, caracterizado como a "estrela da tarde" da escolástica e como a "estrela da manhã" ou stella matutina da Reforma Inglesa. Em 1374, Catarina de Siena começou a viajar com seus seguidores por todo o norte e centro da Itália defendendo a reforma do clero e aconselhando as pessoas de que o arrependimento e a renovação poderiam ser feitos por meio do "amor total a Deus". Ela manteve uma longa correspondência com o Papa Gregório XI, pedindo-lhe para reformar o clero e a administração dos Estados Pontifícios. As igrejas protestantes mais antigas, como a Igreja dos Irmãos Morávios, datam suas origens em Jan Hus no início do século XV. Por ser liderada por uma maioria nobre da Boêmia e reconhecida, por algum tempo, pelos Pactos de Basiléia, a reforma hussita foi a primeira "reforma magisterial" da Europa porque os magistrados governantes a apoiaram, ao contrário da "Reforma Radical", que o Estado não apoiou.[carece de fontes?]
Fatores comuns que desempenharam um papel durante a Reforma e a Contrarreforma incluíram o surgimento da imprensa, do nacionalismo, da simonia, da nomeação de cardeais-sobrinhos e de outras corrupções da Cúria Romana e outras hierarquias eclesiásticas, o impacto do humanismo, o novo aprendizado da Renascença versus escolástica e o Cisma Ocidental, que corroeu a lealdade ao papado e gerou guerras entre príncipes, revoltas entre os camponeses e uma preocupação generalizada com a corrupção na Igreja, especialmente de John Wycliffe na Universidade de Oxford e de Jan Hus na Universidade Carolina em Praga.[carece de fontes?]
Hus se opôs a algumas das práticas da Igreja Católica Romana e queria devolver à igreja da Boêmia e da Morávia as práticas anteriores: a liturgia na linguagem do povo (ou seja, o povo tcheco), fazendo com que os leigos recebam a comunhão em ambas as espécies (pão e vinho — isto é, em latim, communio sub utraque specie), que padres possam casar e eliminando as indulgências e o conceito de purgatório. Algumas delas, como o uso da língua local como língua litúrgica, foram aprovadas pelo papa já no século IX.
Os líderes da Igreja Católica Romana o condenaram no Concílio de Constança (1414-1417), queimando-o na fogueira apesar da promessa de salvo-conduto. Wycliffe foi postumamente condenado como herege e seu cadáver foi exumado e queimado em 1428. O Concílio de Constança confirmou e fortaleceu a concepção medieval tradicional da Igreja e do império, sem abordar as tensões nacionais ou teológicas provocadas durante o século anterior e não pôde evitar o cisma e as Guerras Hussitas na Boêmia.[carece de fontes?]
O Papa Sisto IV (1471-1484) estabeleceu a prática de vender indulgências aos mortos, estabelecendo assim um novo fluxo de receita com agentes em toda a Europa. O Papa Alexandre VI (1492-1503) foi um dos papas mais controversos da Renascença. Ele era pai de sete filhos, entre eles Lucrécia e César Borgia. Em resposta à corrupção papal, particularmente a venda de indulgências, Martinho Lutero escreveu as Noventa e Cinco Teses.

### Razões políticas na Reforma
A Reforma protestante foi iniciada por Martinho Lutero, e foi principalmente impulsionada por razões de interpretação das escrituras, políticas e sociais
- Contestação veemente sobretudo a doutrina de que o perdão de Deus poderia ser adquirido pelo comércio das indulgências. Essa discordância inicial resultou na publicação das famosas 95 Teses de Lutero em 1517, em um contexto de conflito aberto contra o vendedor de indulgências Johann Tetzel, escritos, a pedido do Papa Leão X, e que resultou na excomunhão de Lutero da Igreja Romana e em sua condenação como um fora-da-lei pelo imperador do Sacro Império Romano Germânico.
- os conflitos políticos entre autoridades da Igreja Católica e governantes das monarquias europeias, tais governantes desejavam para si o poder espiritual e religioso da Igreja e do Papa,[25][26] muitas vezes para assegurar o direito divino dos reis;
- Práticas como a usura eram condenadas pela ética católica, assim a burguesia capitalista que desejava altos lucros econômicos sentiram-se mais "confortáveis" se pudessem seguir uma nova ética religiosa, adequada ao espírito capitalista, necessidade que foi atendida pela ética protestante e conceito de Lutero de que a fé sem as obras justifica (Sola fide);[26][25][27][28][29][30]
- Algumas causas econômicas para a aceitação da Reforma foram o desejo da nobreza e dos príncipes de se apossar das riquezas da igreja católica e de se ver livre da tributação papal.[31] Também na Alemanha, a pequena nobreza estava ameaçada de extinção em vista do colapso da economia senhorial. Muitos desses pequenos nobres desejavam às terras da igreja. Somente com a Reforma, estas classes puderam expropriar as terras;[32][33][34]
- Durante a Reforma na Alemanha, autoridades de várias regiões do Sacro Império Romano-Germânico pressionadas pela população e pelos luteranos, expulsavam e mesmo assassinavam sacerdotes católicos das igrejas,[35] substituindo-os por religiosos com formação luterana.[36]

### Reforma Magisterial
O início da Reforma é geralmente datado em 31 de outubro de 1517 em Wittenberg, Saxônia, quando Lutero enviou suas Noventa e Cinco Teses sobre o Poder e a Eficácia das Indulgências ao Arcebispo de Mainz. As teses debatiam e criticavam a Igreja e o papado, mas concentravam-se na venda de indulgências e políticas doutrinárias sobre o purgatório, o julgamento particular e a autoridade do papa. Mais tarde, no período entre 1517 e 1521, ele escreveria obras sobre a devoção à Virgem Maria, a intercessão e devoção aos santos, os sacramentos, o celibato clerical obrigatório e, mais tarde, sobre a autoridade papal, a lei eclesiástica, a censura e a excomunhão, o papel dos governantes seculares em questões religiosas, a relação entre o cristianismo e a lei, as boas obras e o monaquismo. Algumas freiras, como Katharina von Bora e Ursula de Munsterberg, deixaram a vida monástica quando aceitaram a Reforma, mas outras ordens adotaram a Reforma, pois os luteranos continuam a ter mosteiros. Em contraste, as áreas reformadas tipicamente secularizaram propriedades monásticas.[carece de fontes?]
Os reformadores e seus oponentes fizeram uso intenso de panfletos baratos, bem como de Bíblias vernáculas, usando a relativamente nova tecnologia de impressão, de modo que houve um movimento rápido de ideias e documentos.

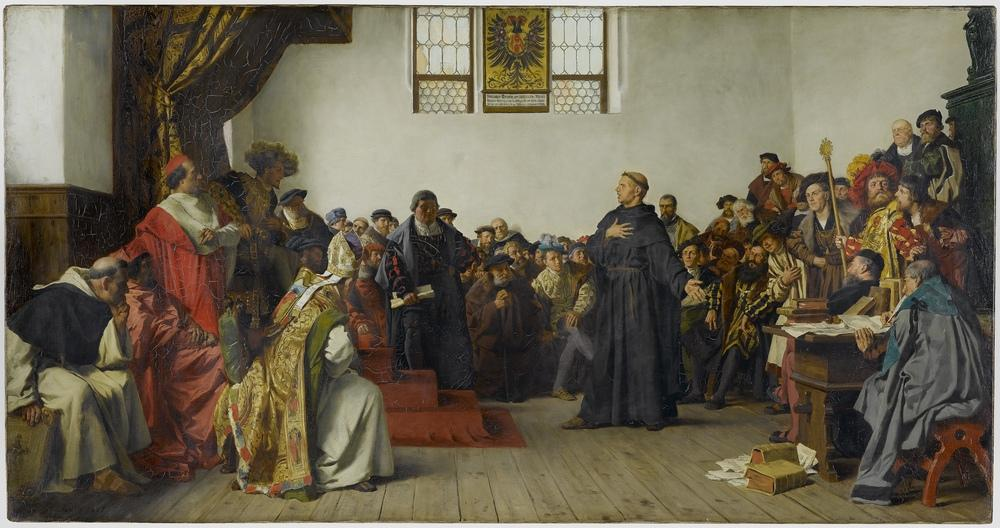
Martinho Lutero na Dieta de Worms, onde se recusou a retratar suas obras quando solicitado por Carlos V. (pintura de Anton von Werner, 1877, Staatsgalerie Stuttgart)

Paralelamente aos eventos na Alemanha, um movimento começou na Suíça sob a liderança de Huldrych Zwingli. Esses dois movimentos concordaram rapidamente na maioria das questões, mas algumas diferenças não resolvidas os mantiveram separados. Alguns seguidores de Zwingli acreditavam que a Reforma era muito conservadora e se movia independentemente em direção a posições mais radicais, algumas das quais sobrevivem entre os anabatistas modernos.[carece de fontes?]
Após este primeiro estágio da Reforma, após a excomunhão de Lutero no Decet Romanum Pontificem e a condenação de seus seguidores pelos éditos da Dieta de Worms em 1521, a obra e os escritos de João Calvino foram influentes no estabelecimento de um consenso vago entre várias igrejas na Suíça, Escócia, Hungria, Alemanha e em outros lugares.[carece de fontes?]
Embora a Guerra dos Camponeses Alemães de 1524-1525 tenha começado como um protesto contra impostos e anticorrupção, seu líder Thomas Müntzer deu a ela um caráter radical. Em resposta aos relatórios sobre a destruição e violência, Lutero condenou a revolta em escritos como Contra os assassinos, ladrões de hordas de camponeses; o aliado de Zwínglio e Lutero, Philipp Melanchthon, também não tolerou o levante. Cerca de 100 mil camponeses foram mortos até o final da guerra.

### Perseguição e massacre de anabatistas
Martinho Lutero era radicalmente contra o corpo doutrinário e o movimento anabatista que originou-se na Reforma, que foi liderado por Thomas Münzer. Münzer inicialmente era adepto de Lutero, porém ao defender juntamente com seu movimento uma sociedade sem diferenças entre ricos e pobres, e sem propriedade privada, este foi fortemente atacado por Lutero, e eles romperam. Lutero argumentou para Münzer que a existência de "senhores e servos era vontade divina", legitimando assim o poder político.
Em 1524 Münzer iniciou uma revolta camponesa comandada pelos anabatistas, que provocou a Guerra dos Camponeses, comandando massas camponesas contra a nobreza imperial. Nesse conflito Lutero escreveu aos príncipes contra Munzer, afirmando: "Contras as hordas de camponeses (…), quem puder que bata, mate ou fira, secreta ou abertamente, relembrando que não há nada mais peçonhento, prejudicial e demoníaco que um rebelde".

#### Controvérsia com Filipe de Hesse

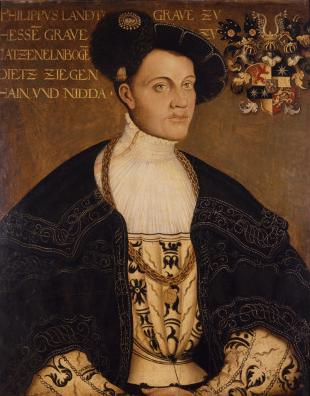
Filipe I de Hesse, cuja bigamia provocou grande escândalo e prejudicou a imagem de Lutero e os reformadores alemães, que aconselharam Filipe a se casar secretamente e negar o caso quando viesse a público. Pintura de Filipe I no Museu de Wartburg

Em dezembro de 1539, Filipe I de Hesse, que já era casado, queria se casar novamente com uma das damas-de-espera de sua esposa e assim, praticar a bigamia. Filipe solicitou a aprovação dos principais reformadores alemães; Lutero, Melanchthon e Bucer, e se justificou citando como precedente a poligamia dos patriarcas. Lutero e os demais teólogos não tomaram uma decisão geral, e informaram a Filipe que, se ele de fato, estava determinado, deveria se casar secretamente e manter silêncio sobre o assunto.
Como resultado, em 4 de março de 1540, Filipe casou com uma segunda esposa, Margarethe von der Saal, com Melanchthon e Bucer entre as testemunhas. No entanto, Felipe não conseguiu manter em segredo o casamento, e ele ameaçou tornar público o conselho de Lutero. Lutero disse-lhe para "dizer uma boa e grossa mentira" e negar o casamento completamente, o que Filipe fez durante a controvérsia pública subsequente. Na opinião do biógrafo de Lutero, Martin Brecht, "dar conselhos confessionais para Filipe de Hesse foi um dos piores erros que Lutero cometeu, e (…) a história considera Lutero como principal responsável". Brecht defende que o erro de Lutero não era seus conselhos pastorais particulares, mas que ele calculou mal as consequências políticas. O caso causou danos duradouros à reputação de Lutero.

### Reforma Radical

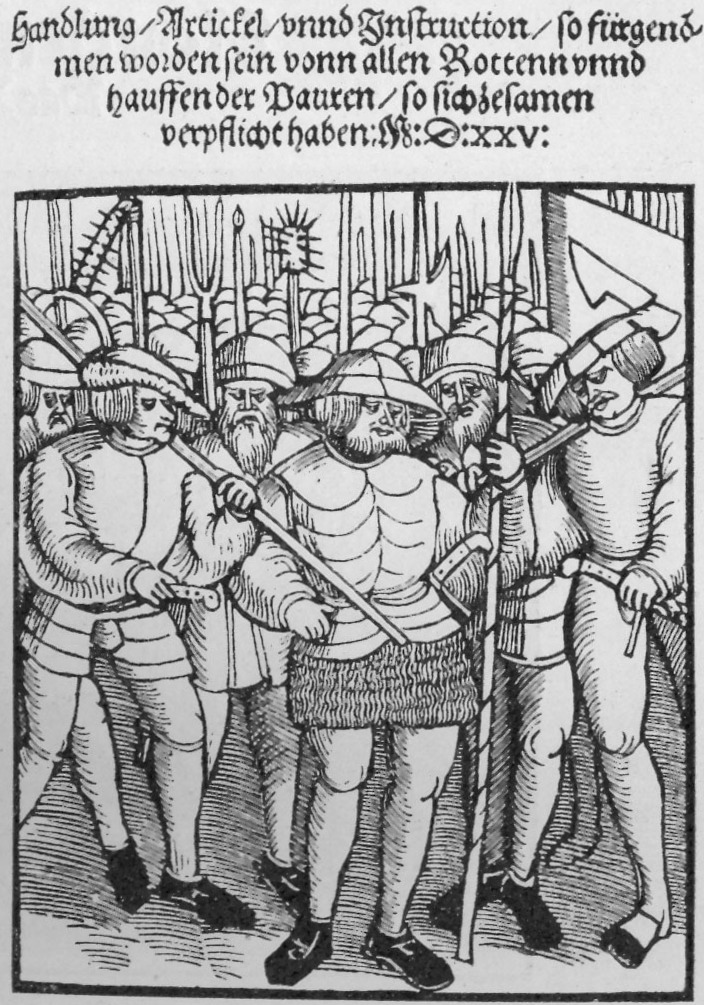
Panfleto dos Doze Artigos dos Camponeses de 1525

A Reforma Radical foi a resposta ao que se acreditava ser a corrupção tanto na Igreja Católica Romana quanto na Reforma Magisterial. Começando na Alemanha e na Suíça no século XVI, a Reforma Radical desenvolveu igrejas protestantes radicais por toda a Europa. O termo inclui Thomas Müntzer, Andreas Karlstadt, os profetas de Zwickau e anabatistas, como os huteritas e menonitas. Em partes da Alemanha, Suíça e Áustria, a maioria simpatizou com a Reforma Radical, apesar da intensa perseguição. Embora a proporção de sobreviventes da população europeia que se rebelou contra as igrejas católicas, luteranas e zwinglianas fosse pequena, os reformadores radicais escreveram abundantemente e a literatura sobre a Reforma Radical é desproporcionalmente grande, em parte como resultado da proliferação dos ensinamentos da reforma radical nos Estados Unidos.
Apesar da diversidade significativa entre os primeiros reformadores radicais, alguns "padrões repetidos" surgiram entre muitos grupos anabatistas. Muitos desses padrões foram consagrados na Confissão de Schleitheim (1527) e incluem o batismo dos crentes (ou adultos), visão memorial da Ceia do Senhor, crença de que a Escritura é a autoridade final em questões de fé e prática, ênfase no Novo Testamento e o Sermão da Montanha, interpretação da Escritura em comunidade, separação do mundo e uma teologia de dois reinos, pacifismo, comunalismo e compartilhamento econômico, além da crença na liberdade de vontade, no não juramento, na "rendição" (Gelassenheit) para a própria comunidade e para Deus, na salvação por meio da divinização (Vergöttung), na vida ética e no discipulado (Nachfolge Christi).

### Alfabetização

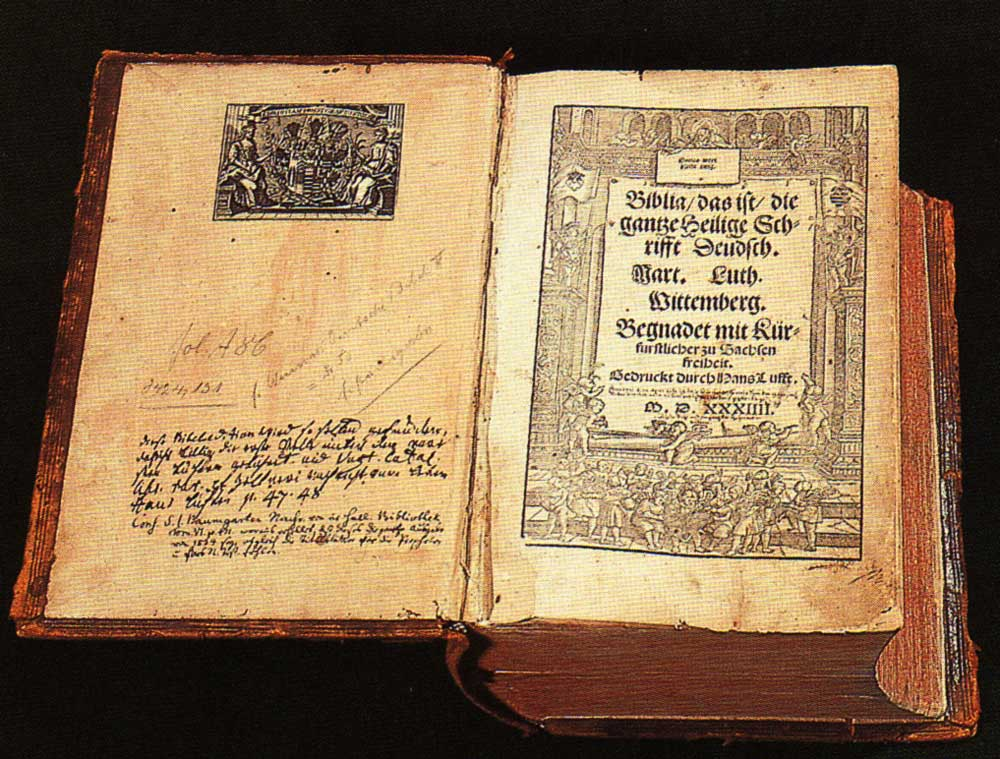
A Bíblia de Lutero, de 1534, foi traduzida para o alemão. A tradução de Lutero influenciou o desenvolvimento do alemão padrão atual

A Reforma foi um triunfo da alfabetização e da nova imprensa. A tradução de Lutero da Bíblia para o alemão foi um momento decisivo na disseminação da alfabetização e também estimulou a impressão e distribuição de livros e panfletos religiosos. De 1517 em diante, panfletos religiosos inundaram a Alemanha e grande parte da Europa.
Em 1530, mais de 10 mil publicações são conhecidas, com um total de dez milhões de cópias. A Reforma foi, portanto, uma revolução de mídia. Lutero reforçou seus ataques contra Roma, retratando uma igreja "boa" contra uma "má". A partir daí, ficou claro que a impressão poderia ser usada para propaganda de agendas particulares, embora o termo propaganda derive da Congregatio de Propaganda Fide (Congregação para a Propagação da Fé) da Contrarreforma católica. Os redatores da reforma usaram estilos, clichês e estereótipos existentes que eles adaptaram conforme necessário. Especialmente eficazes foram os escritos em alemão, incluindo a tradução da Bíblia de Lutero, seu Catecismo Menor para pais ensinarem seus filhos e seu Catecismo Maior para pastores. Usando o vernáculo alemão, eles expressaram o Credo dos Apóstolos em uma linguagem trinitária mais simples e pessoal. As ilustrações na Bíblia alemã e em muitos folhetos popularizaram as ideias de Lutero. Lucas Cranach, o Velho (1472-1553), o grande pintor patrocinado pelos eleitores de Wittenberg, era um amigo próximo de Lutero e ilustrou a teologia de Lutero para um público popular. Ele dramatizou as visões de Lutero sobre a relação entre o Antigo e o Novo Testamento, enquanto permanecia atento às cuidadosas distinções de Lutero sobre os usos adequados e impróprios de imagens visuais.

## Causas

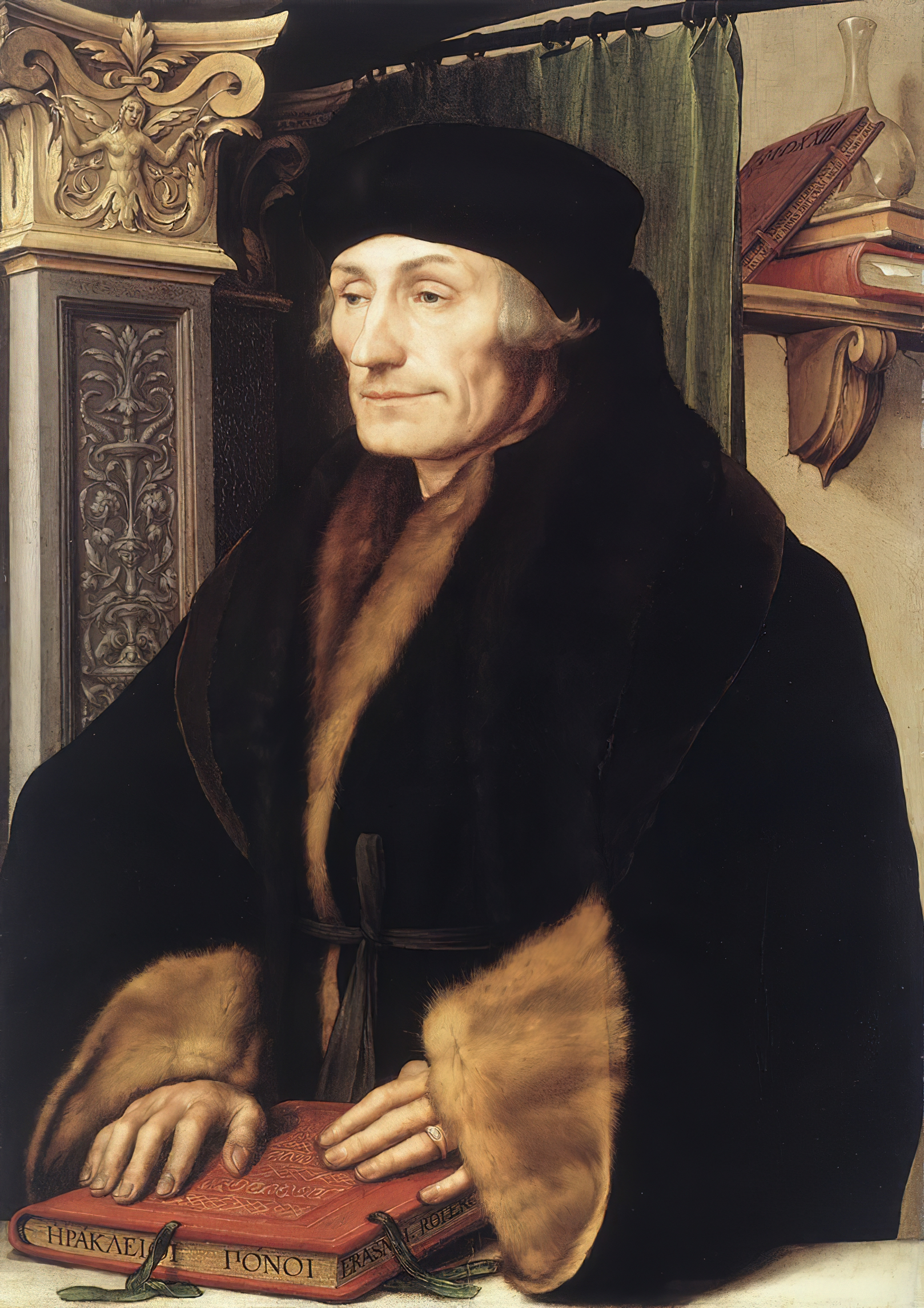
Erasmo foi um padre católico que inspirou alguns dos reformadores protestantes

Os seguintes fatores do lado da oferta foram identificados como causas da Reforma:
- A presença de uma prensa móvel em uma cidade por volta de 1500 tornou a popularização do protestantismo por volta de 1600 muito mais provável;[38]
- A literatura protestante foi produzida em níveis maiores em cidades onde os mercados de mídia eram mais competitivos, tornando essas cidades mais propensas a adotar o protestantismo;[51]
- As incursões otomanas diminuíram os conflitos entre protestantes e católicos, ajudando a Reforma a criar raízes;[55]
- Maior autonomia política aumentou a probabilidade de que o protestantismo fosse adotado;[38][56]
- Onde os reformadores protestantes desfrutavam do patrocínio principesco, eles tinham muito mais probabilidade de sucesso;[57]
- A proximidade de vizinhos que adotaram o protestantismo aumentou a probabilidade de adoção da Reforma;[56]
- As cidades com maior número de alunos matriculados em universidades heterodoxas e menor número de alunos matriculados em universidades ortodoxas eram mais propensas a adotar o protestantismo.[57]

Os seguintes fatores do lado da demanda foram identificados como causas da Reforma:
- Cidades com fortes cultos de santos eram menos propensas a adotar o protestantismo;[58]
- As cidades onde a primogenitura era praticada eram menos propensas a adotar o protestantismo;[59]
- Regiões que eram pobres, mas tinham grande potencial econômico e instituições políticas ruins eram mais propensas a adotar o protestantismo;[60]
- A presença de bispados tornou a adoção do protestantismo menos provável;[38]
- A presença de mosteiros tornou a adoção do protestantismo menos provável.[60]

Um estudo de 2020 vinculou a disseminação do protestantismo a laços pessoais com Lutero (por exemplo, correspondentes de cartas, visitas, ex-alunos) e rotas comerciais.

## Disseminação

### Sacro Império, Suíça e França
No início do século XVI, o monge alemão Martinho Lutero, abraçando as ideias dos pré-reformadores, proferiu três sermões contra as indulgências em 1516 e 1517. Em 31 de outubro de 1517 foram pregadas as 95 Teses na porta da Catedral de Wittenberg, com um convite aberto a uma disputa escolástica sobre elas. Esse fato é considerado como o início da Reforma Protestante. Essas teses condenavam a "avareza e o paganismo" na Igreja, e pediam um debate teológico sobre o que as indulgências significavam. As 95 Teses foram logo traduzidas para o alemão e amplamente copiadas e impressas. Após um mês se haviam espalhado por toda a Europa.
Após diversos acontecimentos, em junho de 1518 foi aberto um processo por parte da Igreja Romana contra Lutero, a partir da publicação das suas 95 Teses. Alegava-se, com o exame do processo, que ele incorria em heresia. Depois disso, em agosto de 1518, o processo foi alterado para heresia notória. Finalmente, em junho de 1520 reapareceu a ameaça no escrito "Exsurge Domini" e, em janeiro de 1521, a bula "Decet Romanum Pontificem" excomungou Lutero. Devido a esses acontecimentos, Lutero foi exilado no Castelo de Wartburg, em Eisenach, onde permaneceu por cerca de um ano. Durante esse período de retiro forçado, Lutero trabalhou na sua tradução da Bíblia para o alemão, da qual foi impresso o Novo Testamento, em setembro de 1522.

Extensão da Reforma Protestante na Europa

Enquanto isso, em meio ao clero saxônio, aconteceram renúncias ao voto de castidade, ao mesmo tempo em que outros tantos atacavam os votos monásticos. Entre outras coisas, muitos realizaram a troca das formas de adoração e terminaram com as missas, assim como a eliminação das imagens nas igrejas e a ab-rogação do celibato. Ao mesmo tempo em que Lutero escrevia "a todos os cristãos para que se resguardem da insurreição e rebelião". Seu casamento com a ex-monja cisterciense Catarina von Bora incentivou o casamento de outros padres e freiras que haviam adotado a Reforma. Com estes e outros atos consumou-se o rompimento definitivo com a Igreja Romana. Em janeiro de 1521 foi realizada a Dieta de Worms que teve um papel importante na Reforma, pois nela Lutero foi convocado para desmentir as suas teses; no entanto, ele defendeu-as e pediu a reforma. Autoridades de várias regiões do Sacro Império Romano-Germânico pressionadas pela população e pelos luteranos, expulsavam e até assassinavam sacerdotes católicos das igrejas, substituindo-os por religiosos com formação luterana.
Toda essa rebelião ideológica resultou também em rebeliões armadas, com destaque para a Guerra dos Camponeses (1524-1525). Esta guerra foi, de muitas maneiras, uma resposta aos discursos de Lutero e de outros reformadores. Revoltas de camponeses já tinham existido em pequena escala em Flandres (1321-1323), na França (1358), na Inglaterra (1381-1388), durante as guerras hussitas do século XV, e muitas outras até o XVIII. A revolta foi incitada principalmente pelo seguidor de Lutero, Thomas Münzer, que comandou massas camponesas contra a nobreza imperial, pois propunha uma sociedade sem diferenças entre ricos e pobres e sem propriedade privada, Lutero por sua vez defendia que a existência de "senhores e servos" era vontade divina, motivo pelo qual eles romperam, sendo que Lutero condenou Münzer e essa revolta.

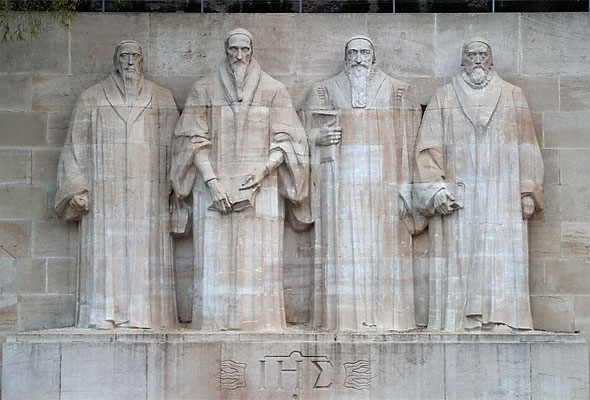
O Muro dos Reformadores. Da esquerda à direita, estátuas de Guilherme Farel, João Calvino, Teodoro de Beza e John Knox

Em 1530, foi apresentada na Dieta imperial convocada pelo imperador Carlos V, realizada em abril desse ano, a Confissão de Augsburgo, escrita por Felipe Melanchton com o apoio da Liga de Esmalcalda. Os representantes católicos na dieta resolveram preparar uma refutação ao documento luterano em agosto, a Confutatio Pontificia (Confutação), que foi lida na dieta. O imperador exigiu que os luteranos admitissem que sua confissão havia sido refutada. A reação luterana surgiu na forma da Apologia da Confissão de Augsburgo, que estava pronta para ser apresentada em setembro do mesmo ano, mas foi rejeitada pelo Imperador. A Apologia foi publicada por Felipe Melanchton no fim de maio de 1531, tornando-se confissão de fé oficial quando foi assinada, juntamente com a Confissão de Augsburgo, em Esmalcalda, em 1537.
Ao mesmo tempo em que ocorria uma reforma em um sentido determinado, alguns grupos protestantes realizaram a chamada Reforma Radical. Queriam uma reforma mais profunda. Foram parte importante dessa reforma radical os anabatistas, cujas principais características eram a defesa da total separação entre igreja e estado e o "novo batismo" (que em grego é anabaptizo). Enquanto no Sacro Império a reforma era liderada por Lutero, na França e na Suíça a Reforma teve como líderes João Calvino e Ulrico Zuínglio.
João Calvino foi inicialmente um humanista. Foi integrante do clero, todavia não chegou a ser ordenado sacerdote romano. Depois do seu afastamento da Igreja romana, este intelectual começou a ser visto como um representante importante do movimento protestante. Vítima das perseguições aos huguenotes na França, fugiu para Genebra em 1533 onde morreu em 1564. Genebra tornou-se um centro do protestantismo europeu e João Calvino permanece desde então como uma figura central da história da cidade e da Suíça. Calvino publicou as Institutas da Religião Cristã, que são uma importante referência para o sistema de doutrinas adotado pelas Igrejas Reformadas.
Os problemas com os huguenotes somente concluíram quando o rei Henrique IV, um ex-huguenote, emitiu o Édito de Nantes, declarando tolerância religiosa e prometendo um reconhecimento oficial da minoria protestante, mas sob condições muito restritas. O catolicismo romano se manteve como religião oficial estatal e as fortunas dos protestantes franceses diminuíram gradualmente ao longo do século seguinte, culminando no Édito de Fontainebleau de Luis XIV, que revogou o Édito de Nantes e fez de Roma a única Igreja legal na França. Em resposta ao Édito de Fontainebleau, Frederick William de Brandemburgo declarou o Édito de Potsdam, dando passagem livre a franceses huguenotes refugiados e isentando-os de impostos durante 10 anos.[carece de fontes?]
Ulrico Zuínglio foi o líder da reforma suíça e fundador das igrejas reformadas suíças. Zuínglio não deixou igrejas organizadas, mas as suas doutrinas influenciaram as confissões calvinistas. A reforma de Zuínglio foi apoiada pelo magistrado e pela população de Zurique, levando a mudanças significativas na vida civil e em assuntos de estado em Zurique.

### Inglaterra

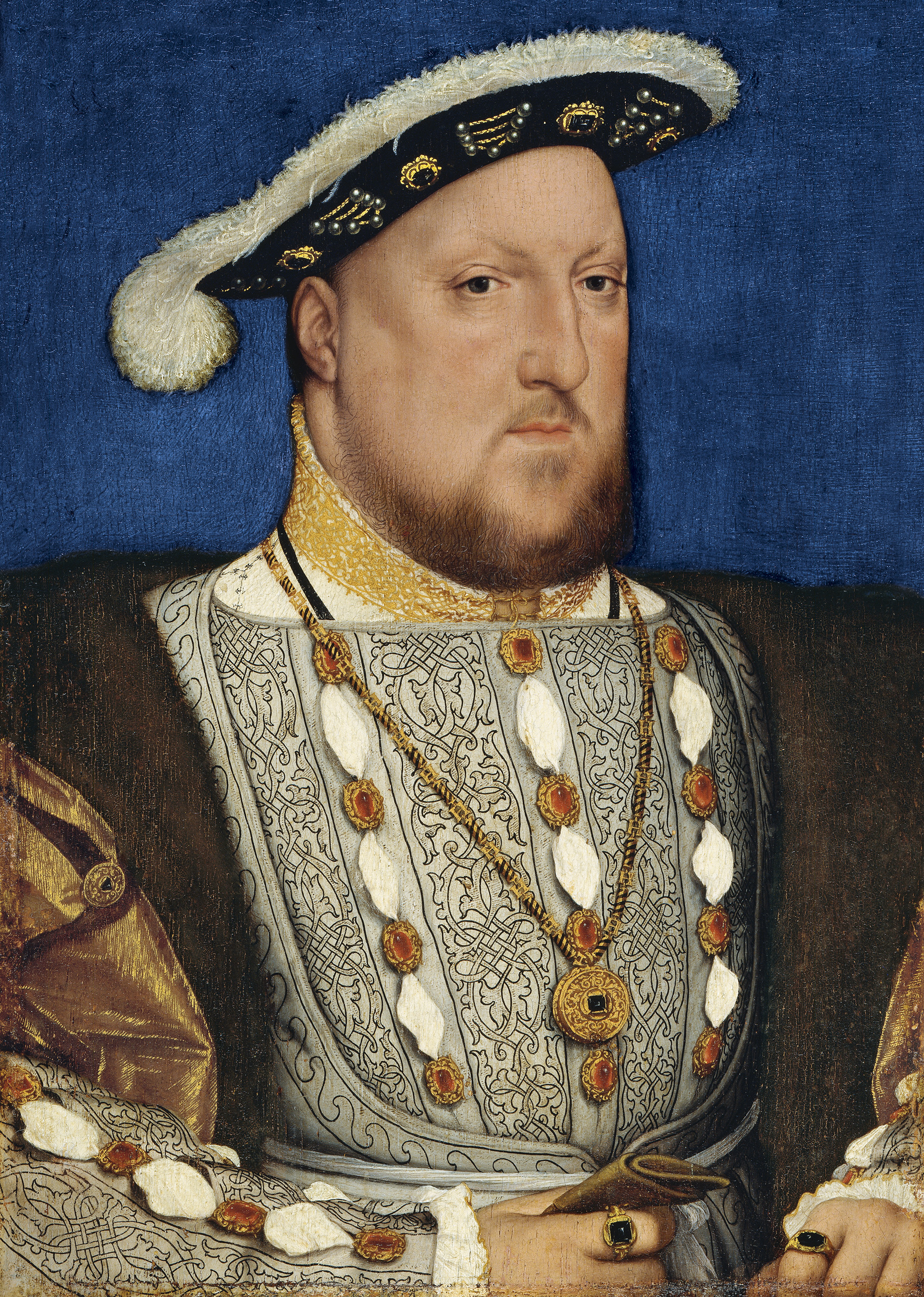
, por Hans Holbein, o Jovem, 1537, Museu Thyssen-Bornemisza

O curso da Reforma foi diferente na Inglaterra. Desde há muito tempo que havia uma forte corrente anticlerical, tendo a Inglaterra já visto o movimento Lollardo, que inspirou os hussitas na Boémia. No entanto, ao redor de 1520 os lollardos já não eram uma força ativa, ou pelo menos um movimento de massas. Embora Henrique VIII tivesse defendido a Igreja Romana com o livro Assertio Septem Sacramentorum (Defesa dos Sete Sacramentos), que contrapunha as 95 Teses de Martinho Lutero, Henrique promoveu a Reforma Inglesa para satisfazer as suas necessidades políticas. Sendo este casado com Catarina de Aragão, que não lhe havia dado filho homem, Henrique solicitou ao papa Clemente VII a anulação do casamento. Perante a recusa do papado, Henrique fez-se proclamar, em 1531, protetor da Igreja inglesa. O Ato de Supremacia, votado no parlamento em novembro de 1534, colocou Henrique e os seus sucessores na liderança da igreja, nascendo assim o anglicanismo. Os súditos deveriam submeter-se ou então seriam excomungados, perseguidos e executados, tribunais religiosos foram instaurados e católicos foram obrigados a assistir cultos protestantes, muitos importantes opositores foram mortos, tais como Thomas More, o bispo John Fischer e alguns sacerdotes, frades franciscanos e monges cartuxos. Quando Henrique foi sucedido pelo seu filho Eduardo VI em 1547, os protestantes viram-se em ascensão no governo. Uma reforma mais radical foi imposta diferenciando o anglicanismo ainda mais do catolicismo romano.
Seguiu-se uma breve reação romana durante o reinado de Maria I (1553–1558). De início moderada na sua política religiosa, Maria procura a reconciliação com Roma, consagrada em 1554, quando o parlamento votou o regresso à obediência ao papa. Um consenso começou a surgir durante o reinado de Isabel I. Em 1559, Isabel I retornou ao anglicanismo com o restabelecimento do Ato de Supremacia e do Livro de Orações de Eduardo VI. Através da Confissão dos Trinta e Nove Artigos (1563), Isabel alcançou um compromisso entre o protestantismo e o catolicismo romano: embora o dogma se aproximasse do calvinismo, só admitindo como sacramentos o Batismo e a Eucaristia, foi mantida a hierarquia episcopal e o fausto das cerimônias religiosas. A Reforma na Inglaterra procurou preservar o máximo da Tradição Romana (episcopado, liturgia e sacramentos). A Igreja da Inglaterra sempre se viu como a ecclesia anglicanae, ou seja, A Igreja cristã na Inglaterra e não como uma derivação da Igreja de Roma ou do movimento reformista do século XVI. A Reforma Anglicana buscou ser a "via média" entre Roma e o protestantismo.
Em 1561, apareceu uma confissão de fé com uma Exortação à Reforma da Igreja modificando seu sistema de liderança, pelo qual nenhuma igreja deveria exercer qualquer autoridade ou governo sobre outras, e ninguém deveria exercer autoridade na Igreja se isso não lhe fosse conferido por meio de eleição. Esse sistema, considerado "separatista" pela Igreja Anglicana, ficou conhecido como congregacionalismo. Richard Fytz é considerado o primeiro pastor de uma igreja congregacional, entre os anos de 1567 e 1568, na cidade de Londres. Por volta de 1570, ele publicou um manifesto intitulado As Verdadeiras Marcas da Igreja de Cristo. Em 1580, Robert Browne, um clérigo anglicano que se tornou separatista, junto com o leigo Robert Harrison, organizou em Norwich uma congregação cujo sistema era congregacionalista, sendo um claro exemplo de igreja desse sistema. Na Escócia, John Knox (1505-1572), que tinha estudado com João Calvino em Genebra, levou o Parlamento da Escócia a abraçar a Reforma Protestante em 1560, sendo estabelecido o presbiterianismo. A primeira Igreja Presbiteriana, a Igreja da Escócia (ou Kirk), foi fundada como resultado disso.

### Países Baixos e Escandinávia
A Reforma nos Países Baixos, diferente de alguns outros países, não foi iniciada pelos governantes das Dezessete Províncias, mas sim por vários movimentos populares que, por sua vez, foram reforçados com a chegada dos protestantes refugiados de outras partes do continente. Enquanto o movimento anabatista gozava de popularidade na região nas primeiras décadas da Reforma, o calvinismo, através da Igreja Reformada Holandesa, tornou a fé protestante dominante no país desde a década de 1560 em diante. No início de agosto de 1566, uma multidão de protestantes invadiu a Igreja de Hondschoote na Flandres (atualmente Norte da França) com a finalidade de destruir as imagens católicas, esse incidente provocou outros semelhantes nas províncias do norte e sul, até Beeldenstorm, em que calvinistas invadiram igrejas e outros edifícios católicos para destruir estátuas e imagens de santos em toda a Holanda, pois de acordo com os calvinistas, estas estátuas representavam culto de ídolos. Duras perseguições aos protestantes pelo governo espanhol de Felipe II contribuíram para um desejo de independência nas províncias, o que levou à Guerra dos Oitenta Anos e finalmente, a separação da zona protestante (atual Holanda, ao norte) da zona católica (atual Bélgica, ao sul).
Teve grande importância durante a Reforma um teólogo holandês: Erasmo de Roterdã. No auge de sua fama literária, foi inevitavelmente chamado a tomar partido nas discussões sobre a Reforma. Inicialmente, Erasmo se simpatizou com os principais pontos da crítica de Lutero, descrevendo-o como "uma poderosa trombeta da verdade do evangelho" e admitindo que, "É claro que muitas das reformas que Lutero pede são urgentemente necessárias.". Lutero e Erasmo demonstraram admiração mútua, porém Erasmo hesitou em apoiar Lutero devido a seu medo de mudanças na doutrina. Em seu Catecismo (intitulado Explicação do Credo Apostólico, de 1533), Erasmo tomou uma posição contrária a Lutero por aceitar o ensinamento da "Sagrada Tradição" não escrita como válida fonte de inspiração além da Bíblia, por aceitar no cânon bíblico os livros deuterocanônicos e por reconhecer os sete sacramentos. Estas e outras discordâncias, como por exemplo, o tema do Livre-arbítrio fizeram com que Lutero e Erasmo se tornassem opositores.[carece de fontes?]

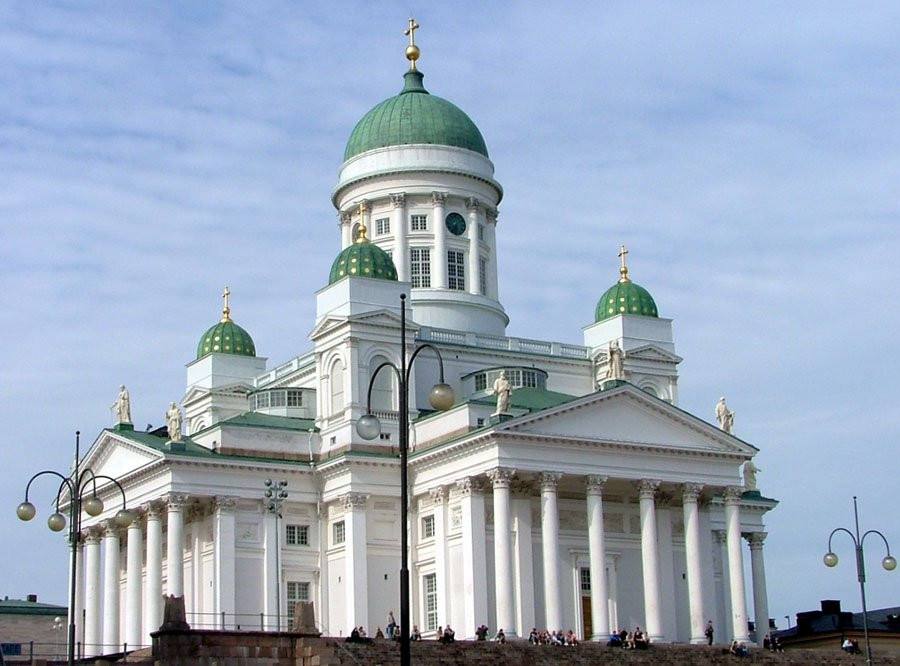
Catedral luterana em Helsinque, Finlândia

Na Dinamarca, a difusão das ideias de Lutero deveu-se a Hans Tausen. Em 1536 na Dieta de Copenhaga, o rei Cristiano III aboliu a autoridade dos bispos católicos, tendo sido confiscados os bens das igrejas e dos mosteiros. O rei atribuiu a Johann Bugenhagen, discípulo de Lutero, a responsabilidade de organizar uma Igreja Luterana nacional. A Reforma na Noruega e na Islândia foi uma conseqüência da dominação da Dinamarca sobre estes territórios; assim, logo em 1537 ela foi introduzida na Noruega e entre 1541 e 1550 na Islândia, tendo assumido neste último território características violentas.
Na Suécia, o movimento reformista foi liderado pelos irmãos Olaus Petri e Laurentius Petri. Teve o apoio do rei Gustavo I, que rompeu com Roma em 1525, na Dieta de Vesteras. O luteranismo, então, penetrou neste país estabelecendo-se em 1527. Em 1593, a Igreja sueca adotou a Confissão de Augsburgo. Na Finlândia, as igrejas faziam parte da Igreja sueca até o início do século XIX, quando foi formada uma igreja nacional independente, a Igreja Evangélica Luterana da Finlândia.[carece de fontes?]

#### Destruição de patrimônio artístico e cultural na Holanda
Durante a Reforma nos Países Baixos iniciada em 1560, a partir de agosto de 1566, uma multidão de calvinistas invadiu a Igreja de Hondschoote na Flandres (atualmente norte da França) com a finalidade de destruir imagens, ícones, esculturas e obras de arte católicas. Esse incidente provocou outros semelhantes nas províncias do norte e sul, conhecido como "Beeldenstorm", em que calvinistas invadiram igrejas e outros edifícios católicos, para destruir estátuas e imagens de santos em toda a Holanda, o que provocou uma enorme perda de patrimônio histórico e cultural daquela época.

### Outras partes da Europa
Na Hungria, a disseminação do protestantismo foi auxiliada pela minoria étnica alemã, que podia traduzir os escritos de Lutero. Enquanto o luteranismo ganhou uma posição entre a população de língua alemã, o calvinismo se tornou amplamente popular entre a etnia húngara. Provavelmente, os protestantes chegaram a ser maioria na Hungria até o final do século XVI, mas os esforços da Contrarreforma no século XVII levaram uma maioria do reino de volta ao catolicismo romano.
Fortemente perseguida, a Reforma praticamente não penetrou em Portugal e Espanha. Ainda assim, uma missão francesa enviada por João Calvino se estabeleceu em 1557 numa das ilhas da baía de Guanabara, localizada no Brasil, então colônia de Portugal. Ainda que tenha durado pouco tempo, deixou como herança a Confissão de Fé da Guanabara. Por volta de 1630, durante o domínio holandês em Pernambuco, a Igreja Reformada Neerlandesa (Igreja Protestante na Holanda) instalou-se no Brasil. Tinha ao conde Maurício de Nassau como seu membro mais ilustre. Esse período se encerrou com a Guerra da Restauração portuguesa. Na Espanha, as ideias reformadas influíram em dois monges católicos: Casiodoro de Reina, que fez a primeira tradução da Bíblia para o idioma espanhol, e Cipriano de Valera, que fez sua revisão, originando a conhecida como Biblia Reina-Valera.

## Legado
Não há acordo universal sobre a data exata ou aproximada em que a Reforma terminou. Várias interpretações enfatizam datas diferentes, períodos inteiros ou argumentam que a Reforma nunca terminou realmente. No entanto, existem algumas interpretações populares. A Paz de Augsburgo em 1555 encerrou oficialmente a luta religiosa entre os dois grupos e tornou a divisão legal do cristianismo permanente dentro do Sacro Império Romano-Germânico, permitindo que os governantes escolhessem o luteranismo ou o catolicismo romano como a confissão oficial de seu estado. Pode-se considerar que termina com a promulgação das confissões de fé. Outros anos finais sugeridos estão relacionados à Contrarreforma ou à Paz de Vestfália em 1648. De uma perspectiva católica, o Concílio Vaticano II pediu o fim da Contrarreforma.
Os seis príncipes do Sacro Império Romano-Germânico e governantes de quatorze Cidades Livres Imperiais, que emitiram um protesto (ou dissidência) contra o edito da Dieta de Speyer (1529), foram os primeiros indivíduos a serem chamados de protestantes. O edito reverteu as concessões feitas aos luteranos com a aprovação do Imperador Romano-Germânico Carlos V três anos antes. O termo protestante, embora inicialmente de natureza puramente política, mais tarde adquiriu um sentido mais amplo, referindo-se a um membro de qualquer igreja ocidental que aderisse aos principais princípios protestantes. Hoje, o protestantismo constitui a segunda maior forma de cristianismo (depois do catolicismo), com um total de 800 milhões até 1 bilhão de adeptos em todo o mundo; ou cerca de 37% de todos os cristãos. Protestantes desenvolveram sua própria cultura, com grandes contribuições na educação, nas humanidades e nas ciências, na ordem política e social, na economia e nas artes e em muitos outros campos. Os seguintes resultados da Reforma com relação à formação de capital humano, a ética protestante, o desenvolvimento econômico, a governança e os resultados "sombrios" foram identificados por estudiosos:

### Guerra dos Trinta Anos: 1618-1648

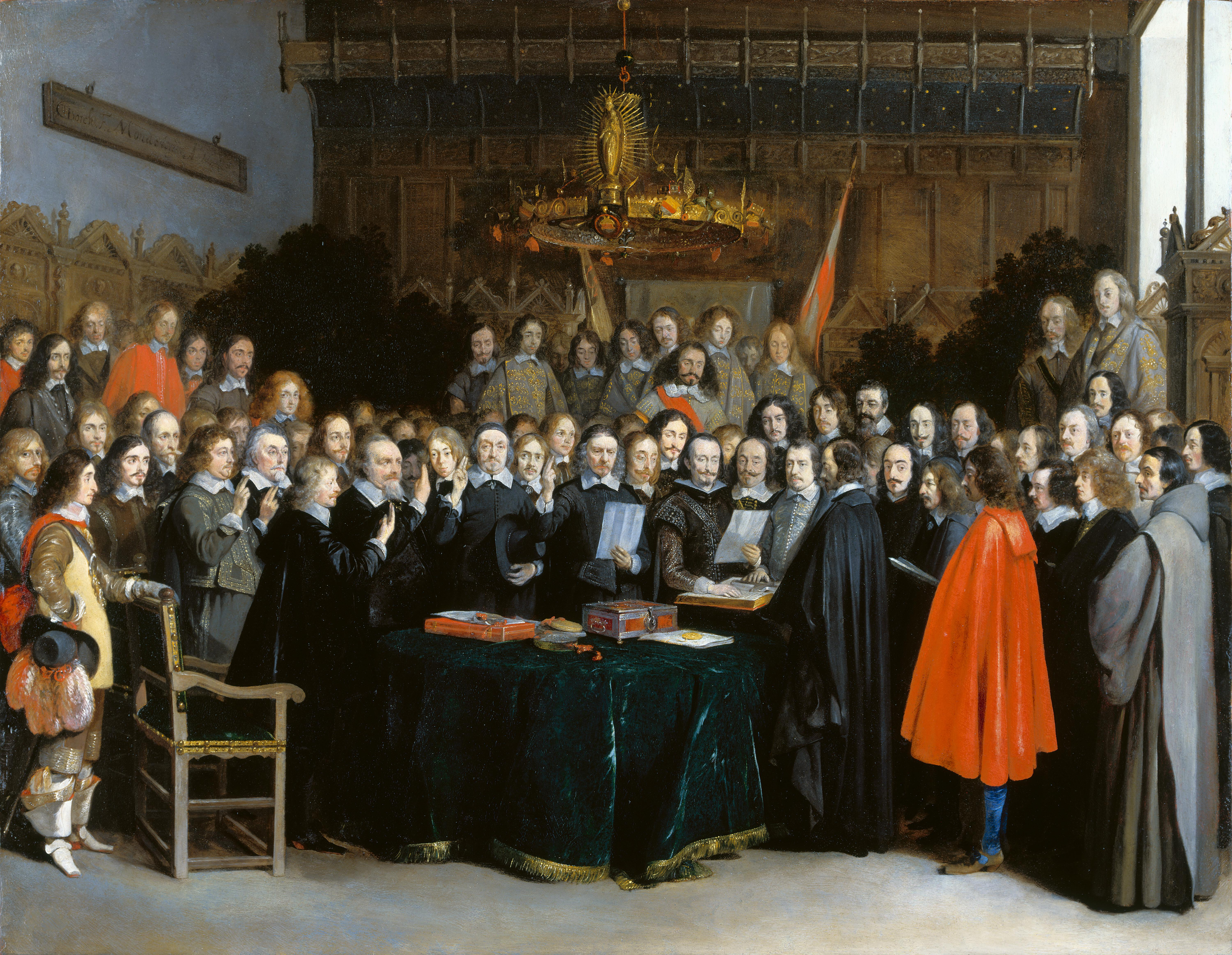
O Tratado de Vestfália permitiu que o calvinismo fosse exercido livremente, reduzindo a necessidade do cripto-calvinismo

Os conflitos da era da Reforma e da Contrarreforma são chamados de guerras religiosas europeias. Em particular, a Guerra dos Trinta Anos (1618-1648) devastou grande parte da Alemanha, matando entre 25% e 40% de toda a sua população. A católica Casa de Habsburgo e seus aliados lutaram contra os príncipes protestantes da Alemanha, apoiados em vários momentos pela Dinamarca, Suécia e França. Os Habsburgos, que governaram a Espanha, Áustria, a Coroa da Boêmia, Hungria, Terras Eslovenas, Holanda espanhola e grande parte da Alemanha e Itália, foram defensores ferrenhos da Igreja Católica. Alguns historiadores acreditam que a era da Reforma chegou ao fim quando a França católica se aliou aos Estados protestantes contra a dinastia dos Habsburgos.
Dois princípios principais da Paz de Vestfália, que encerrou a Guerra dos Trinta Anos, foram:
- Todas as partes agora reconheceriam a Paz de Augsburgo de 1555, pela qual cada príncipe teria o direito de determinar a religião de seu próprio Estado, as opções sendo o catolicismo, o luteranismo e agora o calvinismo (o princípio do cuius regio, eius religio);
- Os cristãos que viviam em principados onde sua denominação não era a igreja estabelecida tinham garantido o direito de praticar sua fé em público durante as horas designadas e em particular conforme sua vontade.

O tratado também acabou com o poder político pan-europeu do papado. O Papa Inocêncio X declarou o tratado "nulo, inválido, iníquo, injusto, condenável, réprobo, fútil, vazio de significado e efeito para todos os tempos" em sua bula Zelo Domus Dei. Soberanos europeus, católicos e protestantes, ignoraram seu veredicto.

### Contrarreforma

Massacre de São Bartolomeu

Uma vez que a Reforma Protestante desconsiderou e combateu diversas doutrinas e dogmas católicos, e provocou as maiores divisões no cristianismo, a Igreja Católica Romana convocou o Concílio de Trento (1545-1563), que resultou no início da Contrarreforma ou Reforma Católica, na qual os jesuítas tiveram um papel importante. A Inquisição e a censura exercida pela Igreja Romana foram igualmente determinantes para evitar que as ideias reformadoras encontrassem divulgação em Portugal, Espanha ou Itália, países católicos. As igrejas protestantes por sua vez, ao mesmo tempo em que propagavam a bíblia e suas ideias graças a invenção da máquina tipográfica de Johannes Gutenberg, também tornaram proibidos uma série de livros católicos e outros que contrariavam suas doutrinas. Edward Macnall Burns observou que "do câncer maligno da intolerância", "não escaparam católicos nem protestantes".
O biógrafo de João Calvino, o francês Bernard Cottret, escreveu:
Com o Concílio de Trento (1545-1563)… trata-se da racionalização e reforma da vida do clero. A Reforma Protestante é para ser entendida num sentido mais extenso: ela denomina a exortação ao regresso aos valores cristãos de cada "indivíduo".
Segundo Bernard Cottret, diferente da pregação romana que defende a salvação na igrejaː

A reforma cristã, em toda a sua diversidade, aparece centrada na teologia da salvação. A salvação, no cristianismo, é forçosamente algo de individual, diz mais respeito ao indivíduo do que à comunidade. 
Seguiram-se uma série de importantes acontecimentos e conflitos entre as duas religiões, como o Massacre da noite de São Bartolomeu, ocorrido como parte das Guerras Francesas, organizada pela casa real francesa contra os calvinistas franceses (huguenotes), em 24 de agosto de 1572 e duraram vários meses, inicialmente em Paris e depois em outras cidades francesas. Números precisos para as vítimas nunca foram compilados, e até mesmo nos escritos dos historiadores modernos há uma escala considerável de diferença, que têm variado de 2 mil vítimas, até a afirmação de 70 mil, pelo contemporâneo e apologista huguenote duque de Sully, que escapou por pouco da morte.
Nos países protestantes por sua vez, foi feita a expulsão e o massacre de sacerdotes católicos, bem como a matança em massa de aproximadamente 30 000 anabatistas, desde o seu surgimento em 1535, até os dez anos seguintes. Na Inglaterra, por sua vez, católicos foram executados em massa, tribunais religiosos foram instaurados e muitos foram obrigados a assistir cultos protestantes, forçando assim sua conversão ao protestantismo mediante o terror.

### Formação de capital humano
- Taxas mais altas de alfabetização;[126]
- Menor diferença de gênero nas taxas de escolarização e alfabetização;[127]
- Maior número de matrículas no ensino fundamental;[128]
- Maior gasto público com escolaridade e melhor desempenho educacional dos recrutas militares;[129]
- Maior capacidade em leitura, matemática, redação de ensaios e história.[130]

### Ética protestante
- Mais horas trabalhadas;[131]
- Atitudes de trabalho divergentes de protestantes e católicos;[132]
- Menos referendos sobre lazer, intervenção estatal e redistribuição nos cantões suíços com mais protestantes;[133]
- Menor satisfação com a vida quando desempregado;[134]
- Atitudes pró-mercado;[135]
- Diferenças de renda entre protestantes e católicos;[126]

### Desenvolvimento econômico

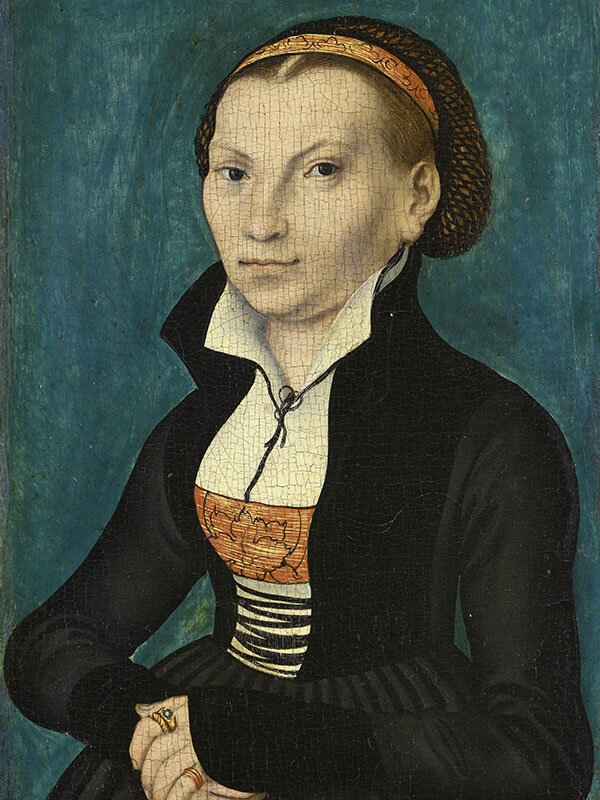
Katharina von Bora desempenhou um papel na formação da ética social durante a Reforma

- Diferentes níveis de receita de imposto de renda per capita, % da força de trabalho na indústria e serviços e rendimentos de professores do ensino fundamental;[126]
- Crescimento das cidades protestantes;[136][137]
- Maior empreendedorismo entre as minorias religiosas nos estados protestantes;[138][139]
- Éticas sociais diferentes;[140]
- Industrialização.[141]

### Governança
- A Reforma foi considerada um fator-chave no desenvolvimento do sistema estatal;[142][143]
- A Reforma foi considerada um fator-chave na formação de movimentos de defesa transnacionais;[144]
- A Reforma impactou a tradição jurídica ocidental;[145]
- Estabelecimento de igrejas estaduais.[146]
- Regimes de assistência e bem-estar social fracos;[147][148]
- James Madison observou que a doutrina dos dois reinos de Martinho Lutero marcou o início da concepção moderna de separação entre igreja e Estado;[149]
- A doutrina calvinista e luterana do magistrado menor contribuiu para a teoria da resistência no início do período moderno e foi empregada na Declaração da Independência dos Estados Unidos.

### Resultados negativos
- Os julgamentos de bruxas tornaram-se mais comuns em regiões ou outras jurisdições onde protestantes e católicos contestavam o mercado religioso;[150]
- Os protestantes tinham muito mais probabilidade de votar nos nazistas do que seus colegas católicos alemães;[151] Christopher J. Probst, em seu livro Demonizing the Jewish: Luther and the Protestant Church in Nazi Germany (2012), mostra que um grande número de clérigos e teólogos protestantes alemães durante o Terceiro Reich nazista usaram as publicações hostis de Lutero contra os judeus e o judaísmo para justificar, pelo menos em parte, as políticas antissemitas dos nacional-socialistas.[152]
- Maior taxa de suicídio e maior aceitabilidade de suicídio.[153][154]